# Jules Chaplain

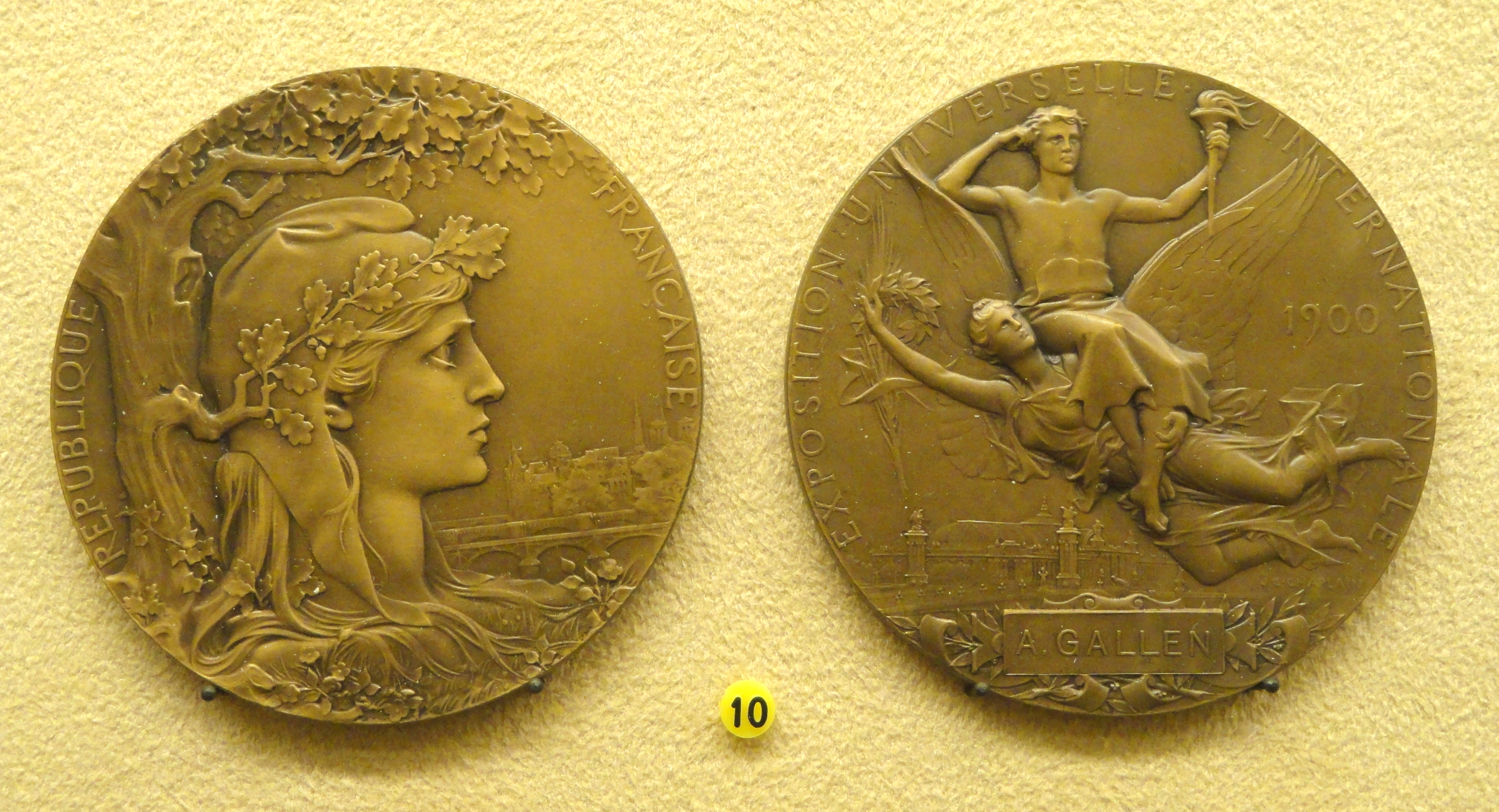
Medal autorstwa Jules'a Chaplaina przyznawany na wystawie światowej w Paryżu w 1900

Jules Chaplain, właśc. Jules-Clément Chaplain (ur. 12 lipca 1839 w Mortagne-au-Perche, zm. 13 lipca 1909 w Paryżu) – francuski rzeźbiarz, rytownik i medalier.
Był autorem licznych medali z podobiznami współczesnych mu osobistości, a także monet o nominałach 10 i 20 franków z okresu III Republiki.
W 1863 roku został laureatem nagrody Prix de Rome. Zaprojektował medale przyznawane na I Letnich Igrzyskach Olimpijskich w 1896 roku oraz wystawach światowych zorganizowanych w Paryżu w latach 1867, 1878 i 1900. W 1888 został Oficerem Legii Honorowej, a w 1900 Komandorem Legii Honorowej.